# Ursula
Ursula je žensko osebno ime.

## Izvor imena
Ime Ursula je nemško ime, ki je na Slovenskem lahko tudi ena od oblik  imena Uršula.

## Tujejezikovne izpeljanke imena
Pri Nemcih so iz imena Ursula izpeljane naslednje oblike imena Ursina, skrajšani obliki Ursel, Ulla in ljubkovalno Uschi.

## Pogostost imena
Po podatkih Statističnega urada Republike Slovenije je bilo na dan 31. decembra 2007 v Sloveniji 36 oseb z imenom Ursula.

## Znane osebe
- Ursula Kroeber Le Guin, ameriška pisateljica
- Ursula Andress, švedska filmska igralka
- Ursula von der Leyen, nemška političarka, predsednica Evropske komisije